# Billy Mayerl
Billy Mayerl (* 31. Mai  1902 in London; † 25. März 1959 ebenda) war ein englischer Pianist und Komponist, in dessen Konzertkarriere er vor allem als Meister der Leichten Musik bekannt war. Sein Musikstil zeichnet sich durch neuartig synkopierte Klaviersolos aus. Er komponierte mehr als 300 Klavierstücke, von denen viele nach Blumen und Bäumen benannt wurden, wie auch seine bekannteste Komposition Marigold (1927).

## Leben
Mayerl wurde in einer Musikerfamilie in der Londoner Tottenham Court Road geboren, in der Nähe des West End Theaterbezirks. Er begann sehr früh mit dem Klavierunterricht und studierte mit 7 Jahren am Trinity College of Music. Als Jugendlicher ergänzte er seine Studien mit dem Begleiten von Stummfilmen und dem Spielen von Tanzmusik. 
1921 trat er einer Hotel-Musikgruppe in Southampton bei und beschäftigte sich mit amerikanischer Populärmusik. Schließlich wurde er ein Teil der Savoy Havana Band in London, mit der er berühmt wurde.
1926 verließ er die Savoy-Band und gründete seine Schule der Synkopierung, die sich auf die Lehre der modernen Musikstile wie Ragtime und dem Stride Piano spezialisierte. Dies führte zu der Entstehung des Fernkurses How to play like Billy Mayerl. In dieser Zeit schrieb er sein bekanntestes Solostück Marigold. In den späten 30er Jahren soll seine Fernschule mehr als 100 Mitarbeiter und 30.000 Schüler gehabt haben. Die Schule wurde 1957 geschlossen.
Mayerl war der Solopianist der Premiere von George Gershwins Rhapsody in Blue in London.
In den 30er Jahren komponierte Mayerl verschiedene Werke für das Musicaltheater, zum Beispiel Sporting Love, das 1934 am Londoner Gaiety Theatre debütierte, oder Twenty to One (1935) und Over She Goes (1936).
Mayerl war ein produktiver Pianist in Radioübertragungen und Schallplattenaufnahmen.
Er starb 1959 an einem Herzinfarkt.